# كريستيانو لومباردي
كريستيانو لومباردي (بالإيطالية: Cristiano Lombardi) هو لاعب كرة قدم إيطالي في مركز مهاجم ‏، ولد في 19 أغسطس 1995 في فيتيربو في إيطاليا. لعب مع نادي سيينا ونادي لاتسيو.

## وصلات خارجية
- كريستيانو لومباردي على موقع الاتحاد الأوربي (الإنجليزية)
- كريستيانو لومباردي على موقع قاعدة بيانات كرة القدم.إي يو (الإنجليزية)
- كريستيانو لومباردي على موقع Soccerway.com (الإنجليزية)
- كريستيانو لومباردي على موقع عالم كرة القدم.نت (الإنجليزية)
- كريستيانو لومباردي على موقع AS.com (الإسبانية)